# DOCK 11
Die gemeinnützige DOCK 11 GmbH ist eine freie Spielstätte sowie Produktions- und Ausbildungsstätte mit dem Schwerpunkt Tanz an zwei Standorten in Berlin. Zu dem Standort DOCK 11 in der Kastanienallee 79 im Prenzlauer Berg gehört seit 2009 auch das EDEN***** in der Breiten Straße 43 in Pankow.

## Theater
Das Bühnenprogramm im DOCK 11 und EDEN zeigt eine Vielfalt internationaler und in Berlin ansässiger Künstler sowie internationale Gastspiele mit dem Schwerpunkt Tanz. Dabei variieren die Formate von abendfüllenden Produktionen bis hin zu offenen Installationen. Neben langjährigen Partnerschaften zu Künstlern werden jährlich neue Künstler präsentiert.
DOCK 11 zeigt ganzjährig Veranstaltungen. Folgende Künstler und Gruppen spielten unter anderem im DOCK 11: Eva Meyer-Keller, Felix Ruckert, Isabelle Schad, Tomi Paasonen, Martin Stiefermann, Nir de Volff, Yui Kawaguchi, Yuko Kaseki, Maya M. Carroll, Shang-Chi Sun, Clebio Oliveira, Hermann Heisig, posttheater, Rubato, Jo Fabian, ->MS Schrittmacher, Riki von Falken, Minako Seki, Peter Pleyer, Hyoung Min, Kotomi Nishiwaki, Nuno Lucas, Chris Scherer, Katharina Maschenka Horn, Mercedes Appugliese, Florian Bilbao, Caroline Picard, Vidal Bini, Johanna Lemke, Stella Zanou, Tian Rotteveel, Claire Vivianne Sobottke, Maria Colusi, Matta Sakka, Takako Suziki, Elik Niv, Margaux Marielle-Tréhouart, Zufit Simon, Shai Faran,  Efrat Stempler, Annika Lewis, Yoshiko Waki/bodytalk, Stephanie Thiersch, Silke Z., Eeva Muuli, Scentrifug, movingtheatre, H2Dance, Joshua Monten, Emanuele Soavi incompany, Morgan Nardi, Sarah Shelton Mann, Johannes Wieland, Julyen Hamilton, Andonis Fiondiakes, Yannis Adoniou, Lito Walkey.
DOCK 11 präsentiert außerdem Festivals wie POOL internationales Tanzfilmfestival, Berliner Hörspielfestival, TTsEKh Moskva – Berlin Contemporary Dance Festival, Litauisches Tanz-Wochenende, DIGITALE VOLKSKUNST – Festival, Stoffwechsel – Metabolism / San Francisco, Fair Camp, Nordwind Festival, Hungarian Contemporary Dance Festival (Bakelit Multi Art Center), POST – Ausdruckstanz in Deutschland, Israel und im Butoh, KUNSTSTOFF San Francisco, ImproXchange, AGAPE ZOE und weitere.

### POOL
POOL ist ein seit 2007 jährlich im September stattfindendes Festival für Tanzfilme / Videodance. Es präsentiert zeitgenössische Tanzfilmproduktionen aus aller Welt und ist ein Treffpunkt Kreativschaffender aus Tanz, Film sowie der Fashion- und Werbeszene.
Filmemacher, Choreographen und Tänzer senden ihre Tanzfilme, die nicht länger als 30 Minuten sein sollten, für den Wettbewerb ein.  Die Jury von POOL erstellt daraus ein dreitägiges Filmprogramm und prämiert die PEARLS, die gleichberechtigten Gewinnerfilme von POOL.
Kuratorinnen seit 2007 waren: Arnd Wesemann  (Ballett-Tanz), Hiroko Tanahashi (posttheater), Elizabeth Markevitch (ikonoTV), Angela Haardt (Kuratorin für Film und Medienkunst), Eva Meyer-Keller (Performancekünstlerin), Jens Köthner-Kaul (Bildender Künstler), Herbert Schwarze (Kurator internationales Kurzfilmfestival Oberhausen), Wibke Janssen (DOCK 11 und POOL), Sarah Möller (Medienwissenschaftlerin).

## Produktion
In allen Studios an beiden Standorten produzieren Künstler aus der ganzen Welt Theater-, Tanz- und Musikproduktionen. Viele Künstler, in den Theatern des DOCK 11 auftreten produzieren auch ihre Arbeiten in den Studios des DOCK 11.  Unter ihnen sind Laurent Chétouane, Meg Stuart, Peaches, Kaleidoskop Orchester, Akademie für alte Musik und weitere.

## Ausbildung
Täglich wird Ballett und Contemporary für professionelle Tänzer angeboten. Für Laien gibt es Kurse für Kinder und Erwachsene in allen Levels. Über 1000 Schüler werden von Dozenten der Internationalen Tanzszene von Berlin unterrichtet. Seneca Intensiv bietet ein berufsbegleitendes Weiterbildungsprogramm mit dem Schwerpunkt Tanzpädagogik an sowie ein Bildungsjahr mit täglichem Unterricht. Jährlich treten die Schüler in verschiedenen Bühnenformaten im DOCK 11 auf.

## Räumliche Entwicklung
Es gibt zwei Standorte.
Der erste Standort DOCK 11 befindet sich einer ehemaligen Handwerkerfabrik (Bj. 1895) in der Kastanienallee 79, 10435 Berlin. Hier gibt es drei Studios, ein Theater sowie einen Shop und ein Café.
1994 eröffnete die Tanzschule DOCK 11 mit Saal 1, 1995 folgte Saal 2. 1999 wurde die Theaterhalle ausgebaut und begann mit einem regelmäßigen Spielbetrieb und 2015 wurde Saal 3 mit einem Shop dazu gemietet.
Der zweite Standort ist EDEN***** in zwei Villen (gebaut 1910 und 1870), mit einer Remise (Bj.  1910) sowie zwei Neubauten (Bj. 2009) mit vier Studios, einem Theater, Künstlerresidenz mit Gästezimmern, diversen Ateliers und Arbeitsräumen, einem großen Garten sowie einem Café befindet sich in der Breiten Straße 43, 13187 Berlin.
2008 erwarb die DOCK 11 GmbH mit der Stadt Berlin ein Erbbaurecht für die Villen, die Remise und das 5000 m² große Grundstück und eröffnete 2009 zwei Neubauten.

## Auszeichnungen
2005 Akademie der Künste „Kunstpreis Berlin – Jubiläumsstiftung 1848/1948“ an Wibke Janssen / Kirsten Seeligmüller / DOCK 11

## Förderungen
Die Theaterhalle des DOCK 11 wird seit 2000 mit einer zweijährigen Spielstättenförderung von „Der Regierende Bürgermeister von Berlin – Senatskanzlei – Kulturelle Angelegenheiten“ gefördert. Die Baukosten der Neubauten im EDEN wurden von der „Stiftung Deutsche Klassenlotterie“ finanziert.